# Porrerus famelicus
Porrerus famelicus is een insect uit de familie van de mierenleeuwen (Myrmeleontidae), die tot de orde netvleugeligen (Neuroptera) behoort. 
Porrerus famelicus is voor het eerst wetenschappelijk beschreven door Navás in 1913.